# Kalin Slatkow
Kalin Slatkow (bulgarisch Калин Златков, englisch Kalin Zlatkov; * 27. Januar 2001) ist ein bulgarischer Skirennläufer.

## Karriere
Slatkow gab sein internationales Renndebüt am 14. November 2017 bei einem Juniorenrennen in Sulden. Sein erstes internationales Großereignis bestritt er im Februar 2019 beim Europäischen Olympischen Winter-Jugendfestival in Sarajevo, wobei er mit Rang 9 im Slalom seine beste Platzierung erreichte.
In den darauffolgenden Jahren startete Slatkow hauptsächlich bei FIS bzw. Juniorenrennen, sowie diversen nationalen Meisterschaften. 2020 wurde er erstmals bulgarischer Meister im Slalom.
Ein Jahr später nahm Slatkow erstmals an Alpinen Skiweltmeisterschaften teil. Bei den Wettkämpfen in Cortina d’Ampezzo schied er jedoch sowohl im Riesenslalom als auch im Slalom aus und blieb ohne Platzierung.
Erfolgreicher verlief seine nächste Teilnahme an Weltmeisterschaften zwei Jahre später in Courchevel bzw. Méribel. Zwar schied er im Riesenslalom erneut aus, konnte aber im Slalom den 40. Platz erreichen.
Am 17. November 2024 gab Slatkow in Levi sein Weltcuddebüt, schied dabei jedoch bereits im ersten Durchgang aus.

## Privates
Seine Schwester Julia Slatkowa sowie sein Bruder Kamen Slatkow waren bzw. sind ebenfalls als Skirennläufer aktiv.

## Erfolge

### Weltmeisterschaften
- Cortina d' Ampezzo 2021: DNF Riesenslalom, DNF Slalom
- Courchevel/Méribel 2023: 40. Slalom, DNF Riesenslalom

### Juniorenweltmeisterschaften
- Val di Fassa 2019: 38. Slalom, 45. Alpine Kombination, 56. Riesenslalom, 62. Super-G
- Narvik 2020: DNF Super-G
- Bansko 2021: 12. Slalom, 29. Riesenslalom
- Panorama 2022: 28. Slalom, 46. Riesenslalom

### Europacup
- Eine Platzierung unter den besten 30

### Europäisches Olympisches Winter-Jugendfestival
- Sarajevo 2019: 9. Slalom, 52. Riesenslalom

### Weitere Erfolge
- 22 Siege bei FIS-Rennen
- Bulgarischer Meister im Slalom (2020)
- Bulgarischer Vizemeister im Riesenslalom (2021, 2023)
- Bulgarischer Vizemeister im Slalom (2023, 2024)
- Bronze bei den bulgarischen Meisterschaften im Riesenslalom (2022, 2024)
- Bronze bei den bulgarischen Meisterschaften im Slalom (2022)